# Colocasia antiquorum
Espèce
Classification phylogénétique
Statut de conservation UICN

 LC  : Préoccupation mineure
Synonymes
- Colocasia fontanesii Schott
- Colocasia gaoligongensis H.Li & C.L.Long
- Colocasia gongii C.L.Long & H.Li
- Colocasia lihengiae C.L.Long & K.M.Liu
- Caladium antiquorum  (Schott) André

Colocasia antiquorum est une espèce du genre Colocasia, un légume tropical, étroitement apparentée au taro (dasheen, Colocasia esculenta), qui est principalement utilisé pour ses tiges épaissies (cormes),. La plupart des cultivars ont un goût âcre qui nécessite une cuisson soignée. Les jeunes feuilles peuvent également être cuites et mangées, mais (contrairement au taro) elles ont un goût quelque peu âcre.